# Oberfischbach (Wackersberg)
Oberfischbach ist ein Gemeindeteil der Gemeinde Wackersberg und deren Hauptort mit Sitz der Gemeindeverwaltung. Der Ort liegt auf der gleichnamigen Gemarkung im oberbayerischen Landkreis Bad Tölz-Wolfratshausen.

## Lage
Das Dorf Oberfischbach liegt am linken Isarufer westlich der Einmündung des Einbachs, der hier die Gemeindegrenze zu Bad Tölz bildet.

## Baudenkmäler
In der Liste der Baudenkmäler in Wackersberg ist für Oberfischbach die Peterbauerkapelle als Baudenkmal aufgeführt.